# 神木

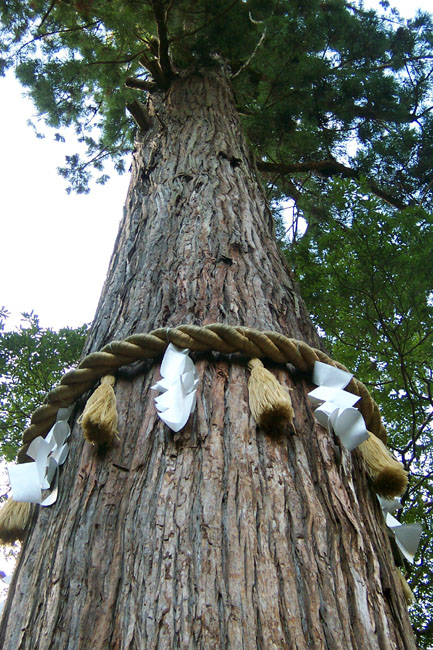
注連縄の巻かれた御神木:由岐神社

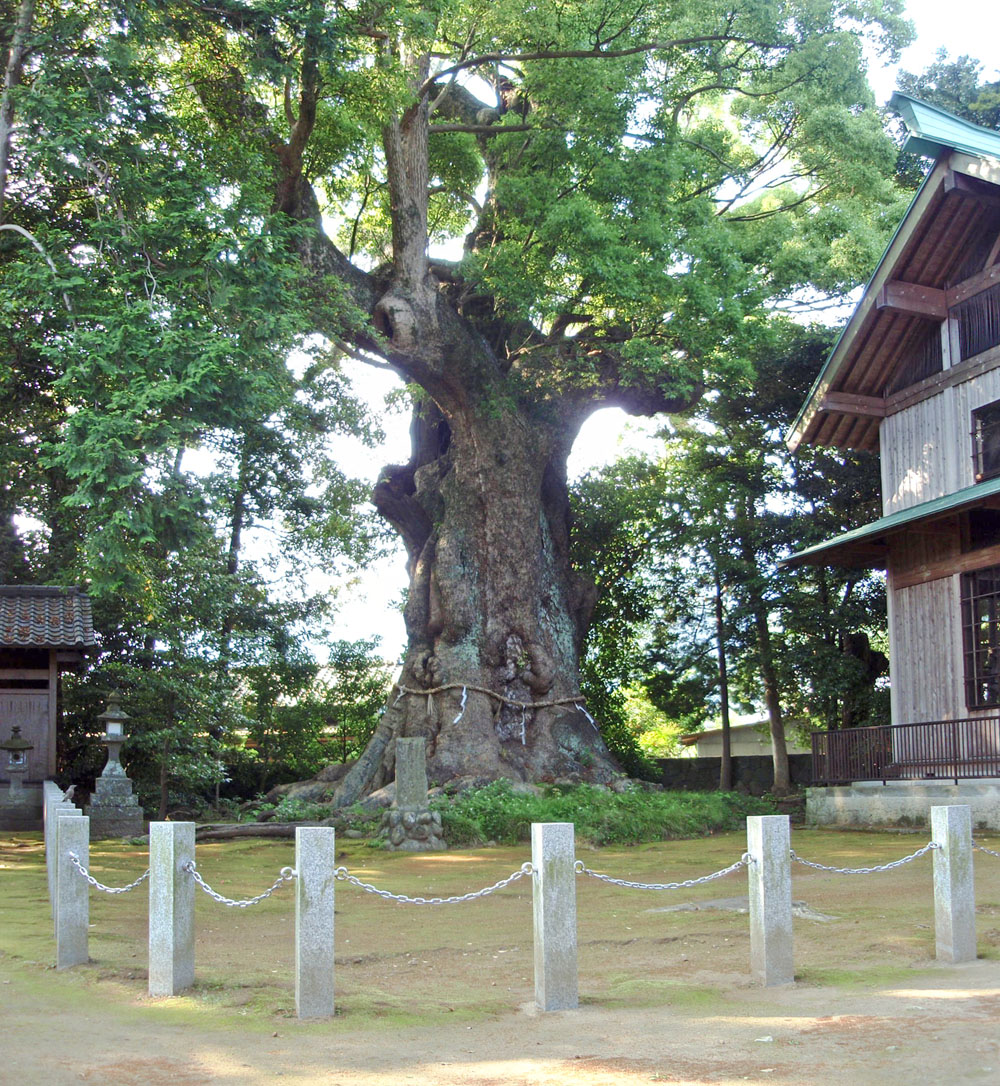
杉桙別命神社の御神木、天然記念物

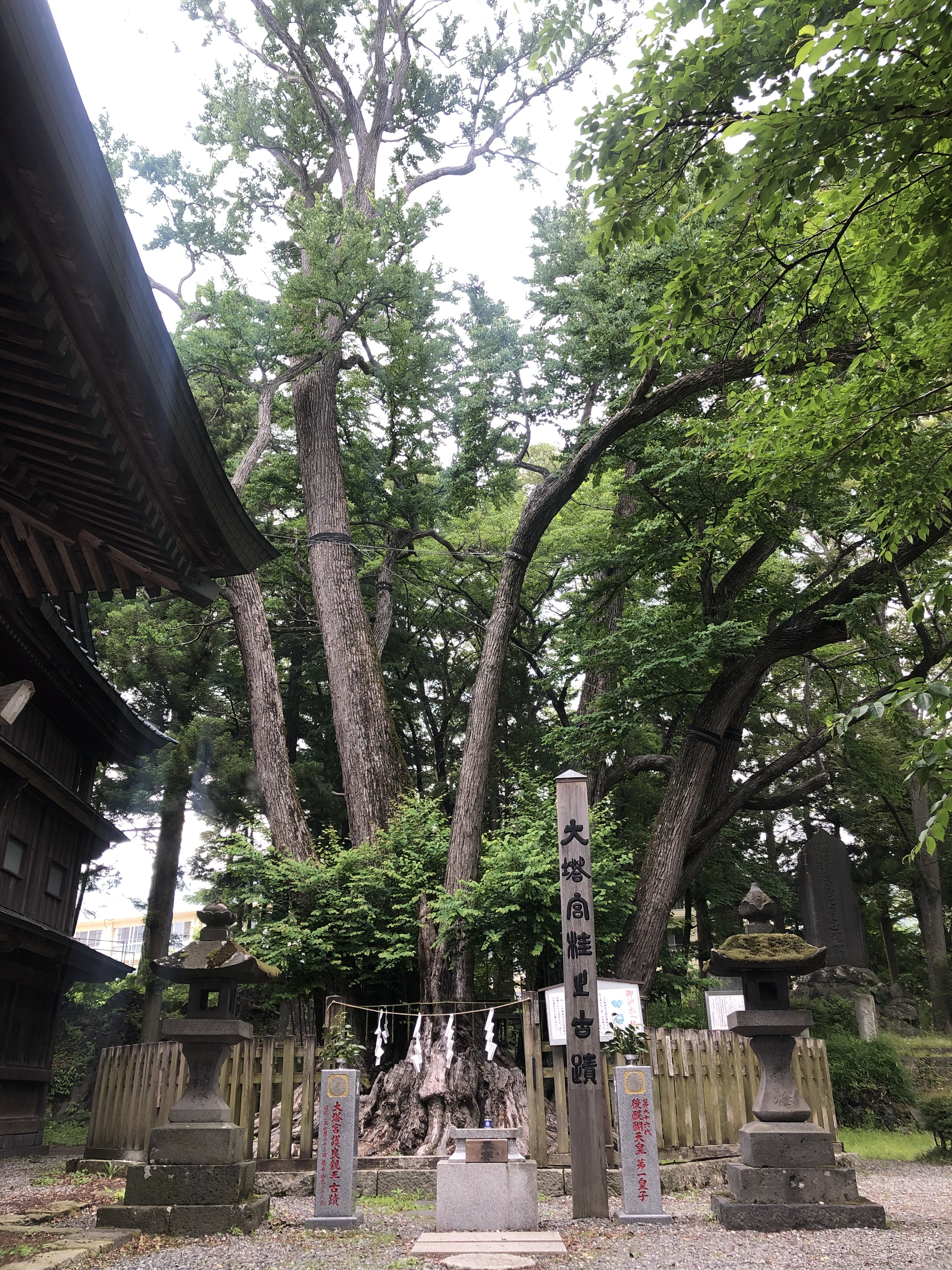
大塔宮護良親王桂之古跡（山梨県富士吉田市）

神木（しんぼく）とは、古神道における神籬（ひもろぎ）としての木や森をさし、神体のこと。また依り代・神域・結界の意味も同時に内包する木々。御神木、神樹とも称される。
一般的に神社神道の神社、神宮の境内にある神体としての木や神聖視される木、その周りを囲む鎮守の森や、伐採をしないとされる木を指す。
この他、神社の所有地、民間の所有地にあって民間伝承などの特別な謂われのある木を指す。神社の造営に当たってその木材となる植林または自生する特別に伐採された木を指す場合もある。

## 概要
神籬・磐座信仰（いわくらしんこう）という自然崇拝も古神道の一部であり、神や命や自然に対する感謝や畏怖・畏敬から、環境が変わる場所にある象徴的なものを、木に限らず神体とした。この古神道から数千年を経る中で、形式や様式が器としての神社や内面としての祭礼が、外来の宗教の影響または独自に確立され、神社神道などになっていった。
神の居る場所は、社（やしろ）といわれる神道の神殿に移っていったが、日本に数万ある神社は、もともとは、この古神道における神籬のある場所に建立されたものがほとんどであり、そのことから境内に神籬としての神木や磐座としての霊石（岩）やあるいは碑や塚が存在し祀られている。また古神道と神社神道は、ある部分では共存し不可分でもあるため、神社によっては社を持たず、神木をそのまま神体として祀っているところもあり、また、神社はなくとも自然そのままにある神木が多くの信仰を集めている場所もある。
先端がとがった枝先を持つ常緑樹が、神が降りる依り代（玉串）として神事に使われることも多い。玉串として最も一般的なものはサカキ（榊）だが、関東以北では植生上サカキが自生しないため、ヒサカキ（姫榊）やオガタマノキ（招霊木）を用いることもある。一般に玉串は神前に供えるために伐採された枝を示し、神木は大地に根を張ったままの状態を言う。

## 依代
神依木（かみよりぎ）、勧進木（かんじんぼく）等は神の依り代とされ、しめ縄などで特別扱いされている。社殿の無い神域などでは御神体として扱われている。ナギやモチノキ、スギなどが多い。
この他、伊勢神宮の神宮スギなど景観維持や、荘厳さを醸し出すために依り代とは別に特別視された木などを神木扱いにしている場合もある。山などで仕事をするものにとって、山の神の依り代として目立つ木を一時的に神木とし、祀る場合もある。
神社神道における儀式で使われ、サカキやナギによって作られる御幣も神籬というが、もともとは、古神道における自然にある神木の代用としての、簡易の依り代である。

## 神域・結界
古神道において神籬は、神の宿る場所としての神域、または常世（とこよ）と現世（うつしよ）の端境と考えられ、恐れ敬った。そして人や現世にあるものや、常世に存在する神やまたは、現世にとって禍や厄災を招くものが、簡単に行き来できないように、結界として注連縄をはり、禁足地とした。現在でも沖ノ島など社や神木や鎮守の森だけでなく島全体が禁足地になっているところも多くある。招福したい時を一定の期間だけ設けて、神木などの結界を解き神を招くという儀式や祭礼を行うところもある。

## 伝承
昔話など、特別な謂われのある木を指す。この他、有名な歌人が歌に詠んだ木などが神木として扱われている。太宰府天満宮の梅（飛梅）など歌人が歌にした木などが多い。
- 飯香岡八幡宮の「夫婦銀杏」（飯香岡八幡宮の夫婦銀杏#解説）。

- 唐崎神社の「唐崎の松」（唐崎神社#由緒）。
- 春日大社の「影向の松」（影向の松#由来）。

職能民が祀る特定の神木があり、鍛冶師が祀る鍛冶神の金屋子神が白鷺に乗って桂の木に羽休めでとまったことから、たたら場には金屋子神社と共に桂の木が植えられるようになったとされる（安来市観光ガイドの金屋子神社の説明一部引用）。

## 記念樹
神社等に何らかの関係のある人物が寄進した木などを神聖視し神木として扱われている。中には神話上の人物が手植えをしたとされるものもあり、住吉神社 (下関市)の楠は武内宿禰の手植えと伝わる（当社の説明看板）他、春日大社の3本の楠が合わさった大楠は神功皇后手植えという伝説がある（当社公式HP・「大楠」）。
- 大山祇神社の楠は乎千命（小千命・小到命、越智氏祖）の手植えと伝わる（当社公式HP・大山祇神社について）。
- 諏訪神社の「翁スギ媼スギ」は藤原継縄が宝亀の乱（宝亀11年/780年）の際に戦勝祈願で手植えしたと伝わる（諏訪神社の翁スギ媼スギ#解説）。

- 野木神社のイチョウは坂上田村麻呂の手植えと伝わる（野木神社#信仰）。
- 熱田神宮の大楠は空海の手植えと伝わる（当神宮HP・境内案内MAPの21番目に説明が見られる）。
- 地主神社の神木である「地主桜」は嵯峨天皇が見惚れ、毎年献上させたことに由来する（当社HP・地主物語プロローグおよび地主神社#地主桜）。
- 阿保神社の大楠（4本ある神木の1つ）は阿保親王のお手植えと伝わる（当社HPおよび阿保神社#境内）。
- 阿蘇神社 (羽村市)のシイは藤原秀郷が天慶3年（940年）に手植えしたと伝わる（東京都教育委員会が2010年3月に立てた説明看板）。

- 若一神社の楠は平清盛が自ら植えた（若一神社#境内）。
- 熊野速玉大社のナギは平重盛が平治の乱（平治元年/1160年）の後、手植えしたと伝われる（熊野速玉神社のナギ）。

- 海南神社の神木（イチョウ）は源頼朝が植えたと伝わる（海南神社#歴史）。
- 菊池神社 (菊池市)の神木である「将軍木」（ムクノキ）は懐良親王の手植えと伝わる（菊池観光協会HP）。
- 荻窪八幡神社の高野槇「道灌槇」は太田道灌が文明9年（1477年）に石神井城を攻める際、軍神祭を行い、植栽したものと伝わる（当社HP・ご由緒および荻窪八幡神社#由緒）。
- 富士山本宮浅間大社の神木は桜だが、500本が奉納されており、「信玄桜」と呼ばれる桜は武田信玄手植えの7本から始まり、現在2代目とされる。また武田勝頼も多くの木を植えたとされる（富士山本宮浅間大社#境内「社叢」）。
- 加藤神社のイチョウは加藤清正が熊本城を築いた17世紀初めに手植えした（当社公式HP・境内案内）。
- 鹿島八幡神社(額田神社)の神木の榊は徳川光圀が元禄7年（1694年）に当社を統合した際に手植えしたと伝わる（当社HP・境内案内）。
- 南湖神社の神木である桜は松平定信が手植えし、定信の別名である楽翁にちなみ「楽翁桜」と呼ばれる（当社HP・ご由緒）。
- 堤治神社の神木「三位のイチョウ」は徳川家（社伝に徳川斉温が文政10年/1827年に）手植えと伝わる（当社HP・「御神木・御神石」および一宮市博物館データ検索システム）。

以下は、倒木・伐採したものの何らかの形で残されている神木について。
- 天沼熊野神社の神木の杉は新田義貞が弘元3年（1333年）に当社で戦勝祈願を行った際に手植えし、こののち鎌倉幕府軍を負かしたため、「出世杉」「心願成就の杉」と呼ばれたが、現在は切り株の状態で保存されている（当社HP・御案内の「境内写真」の説明および天沼熊野神社#由緒）。
- 土支田八幡宮の神木の松は篠塚重広（14世紀前半）が戦勝祈願に植え、「伊賀の松」と呼ばれたが、現在は切り株として残る（土支田八幡宮#歴史）。

## 造営木
神社を造営するにあたりその材木となる木を神木扱いする。
- 伊勢神宮正殿の心御柱（神宮式年遷宮#祭典と行事)
- 姫路城の西心柱は笠形神社のヒノキが用いられた（姫路城#修理の歴史「昭和の大修理」）

### 造営木と祟り
『日本書紀』孝徳天皇即位前記（7世紀半ば）に生國魂神社の木を伐採して宮殿（難波宮）を造営した際、神の祟りにより宮殿が損壊（全焼）したことが記録される（生國魂神社#歴史および難波宮）。また斉明天皇が朝倉神社の木を切り、朝倉橘広庭宮を造営した際にも祟りが起きたと認識される。

## 神木に由来するもの
古代大和の市場は神木に由来すると説がある（海柘榴市 (大和国)#市と語源）。
明治神宮のお守り「心願成就みのり守」は神木で作られた木札に自身の願いを書き記して身につける（当神宮HP・「心願成就みのり守・おみくじ・お守り」）。
神明神社など、倒れた神木をヴァイオリンに再利用する例が見られ（CBCテレビ「CBCドキュメンタリー」としてユーチューブでも視聴可）、宮崎県の「神話の里文化・芸術育成アソシエーション」HPでは御神木ヴァイオリンのプロジェクトとして各神社で倒木した神木から作られている説明がある（同様にユーチューブで視聴可）。

### 地名
- 三池郡 - 『日本書紀』景行天皇18年7月4日条、巨大な倒木を神木とし、御木（みけ）の国としたことが由来。
- 神木 (川崎市)

## その他
- 『万葉集』巻4・517番には神木に触れて罰に当たる内容があり、神木による祟りという考え方が奈良時代にはすでにみられる。
- 城山八幡宮の神木は連理木であり、吉兆として扱われ、縁結びとして信仰されている（城山八幡宮#連理木）。
- 堀出神社 (ひたちなか市)の陰陽の御神木（タブノキ）はそれぞれ女性器・男性器を象っており、子授かりなど子宝の神木として扱われる（ほしいも神社HP）。
- 峰定寺の神木「花脊の三本杉」は現存する樹木として国内最高の62.3メートル（樹齢推定1200歳）に達し、記録が認定されている（日本記録認定協会公式HP・「自然・地理」）。